# Zulfuqar Əhmədzodə

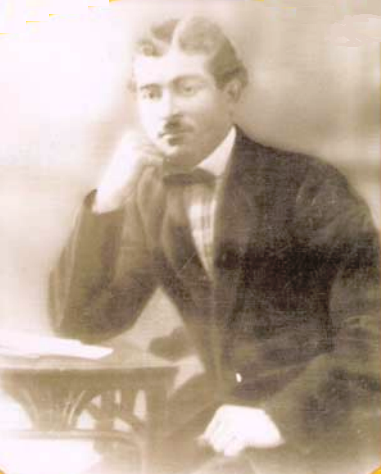

Zulfuqar Əhmədzodə, Zulfuğar Əhmədzodə, Zülfüqar Əhmədzadə (en cirílico ruso: Зульфуга́р Ахмедзода́ , Pensər, Imperio ruso, 29 de octubre de 1898-Mariinsk, URSS, 9 de junio de 1942) fue un poeta y político de etnia talyshi.

## Biografía
Estudió en una madrasa y luego en Estambul.
Apoyó a los bolcheviques en la revolución rusa, y trabajó para la administración de 1920 a 1937.
Lo detuvieron en 1937 tras enfrentarse a Mir Jafar Baghirov y lo condenaron a 5 años de prisión, pero no llegó a cumplir la condena y falleció en un hospital de Mariinsk.
Escribió y tradujo varias obras en talish y azerí.